# Alejandro Lanari

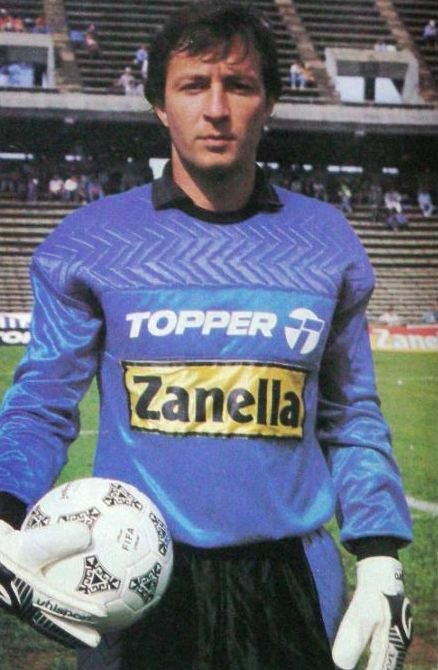
Alejandro Lanari, 1986

Alejandro Fabio Lanari (n. Buenos Aires, 2 de mayo de 1960) es un futbolista argentino retirado, que se desempeñaba como portero. Jugó para varios clubes en la Argentina además del UANL Tigres en México.
Actualmente, asumió el cargo de coordinador de médico del plantel  Archivado el 31 de enero de 2017 en Wayback Machine. en las divisiones juveniles de San Lorenzo de Almagro. Además ya había tenido participación en el proyecto de FC Barcelona en Argentina.

## Historia
Lanari comenzó su carrera en 1980 en la segunda división de Argentina, en Sportivo Italiano, donde permaneció hasta 1986, participando en más de 200 partidos con el club. Posteriormente, se incorporó a Rosario Central, ayudando al club rosarino a ganar el campeonato de Primera División Argentina en la temporada 1986-87, siendo el arquero titular en la mayoría de los partidos.
En 1991 se trasladó a México para jugar con el UANL Tigres, pero regresó en 1995 para una breve temporada con Racing Club antes de pasar a Argentinos Juniors. 
Argentinos fue relegado en 1996 y Lanari jugó para ellos en la segunda división por una temporada antes de ser contratado como portero suplente de Boca Juniors, donde se retiró en 1998 a la edad de 38.
Lanari fue parte de la selección Argentina que ganó la Copa América 1991 siendo el portero suplente de Sergio Goycochea y de tercer arquero Fabian Cancelarich. Donde disputó un solo encuentro frente a Perú por dicho torneo con resultado favorable a la alibiceleste por 3-2 el día 14 de julio de 1991.
Posteriormente a su retiro, se dedicó a ejercer su profesión como médico deportólogo.

## Trayectoria
| Temporada | Club               | Título                                                                            |
| --------- | ------------------ | --------------------------------------------------------------------------------- |
| 1980-1986 | Sportivo Italiano  | Primera C (Argentina)                                                             |
| 1986-1991 | Rosario Central    | Primera División Argentina                                                        |
| 1991      | Argentina          | Copa América                                                                      |
| 1991-1994 | Tigres UANL        | Primera División de México                                                        |
| 1994/1995 | Racing Club        | Primera División Argentina                                                        |
| 1995-1997 | Argentinos Juniors | Primera B Nacional                                                                |
| 1997-1998 | Boca Juniors       | Primera División Argentina * estuvo como arquero del equipo B o reserva del club. |

## Palmarés
| 1986-1987 | Rosario Central | Primera División Argentina |
| 1991      | Argentina       | Copa América               |